# Julius von Schütz
Julius von Schütz (* 19. Januar 1853 in Moyland; † 8. Januar 1910 in Essen) war ein deutscher Ingenieur im Stahlbau.

## Leben
Schütz war das dritte von sieben Kindern des Pfarrers Otto von Schütz. Nach einer schulischen Vorbereitung im elterlichen Haus besuchte er das Gymnasium in Cleve, das er 1872 mit dem Reifezeugnis verließ, um an der Königlichen Gewerbeakademie zu Berlin Maschinenbau zu studieren. Er belegte sechs Semester an dieser Schule und nahm auch Vorlesungen an der Universität wahr. 1875 wurde er im Corps Borussia Berlin recipiert. Nachdem er als Einjährig-Freiwilliger gedient hatte, war er für kurze Zeit bei der Rheinischen Eisenbahn-Gesellschaft in Cleve. 

### Gruson und Krupp
Als fand er eine Anstellung im Magdeburger Grusonwerk. Hermann Gruson förderte den 24-jährigen Ingenieur und zog ihn auch zu Panzerschießversuchen im In- und Ausland hinzu. Mehrere Publikationen wiesen Schütz als anerkannten Spezialisten auf diesem Gebiet aus. Intensiv befasste er sich mit Unzulänglichkeiten im deutschen Patentwesen. Ab 1883 engagierte er sich als Stadtverordneter in Buckau und nach der Eingemeindung des Ortes 1886 auch in Magdeburg. 1891 übernahm er im Auftrag der Grusonwerk AG die Vertretung für Kriegsmaterial in Berlin sowie nach Angliederung des Grusonschen Unternehmens 1893 an die Friedrich Krupp AG Essen deren Gesamtvertretung. 

### Rechtsschutz und Patentwesen
In Berlin gehörte er zu den Gründern des Deutschen Vereins für den Schutz des gewerblichen Eigentums. Die Erfahrungen aus seinen Magdeburger Jahren auf dem Gebiet des Patentwesens, publiziert in der Zeitschrift des VDI und der Zeitschrift Gewerblicher Rechtsschutz und Urheberrecht unterstrichen seine Befähigung, 1896–99 als Schatzmeister und weiter bis 1909 als Vorsitzender dieses Vereins zu wirken, der durch sein Engagement eine führende Stellung im gewerblichen Rechtsschutz erlangte. Seit 1897 betrieb v. Schütz den Aufbau der Internationalen Vereinigung für gewerblichen Rechtsschutz und übernahm zweimal deren Vorsitz. Unter seiner Leitung wurde der 1904 tagende internationale Berliner Kongress für gewerblichen Rechtsschutz ein voller Erfolg. 

### Bismarck und Corps
Er verehrte Otto von Bismarck und präsidierte nach 1900 den Bismarck-Kommersen in Berlin. Er war Vorsitzender der Vereinigten Bismarck-Vereine Berlins, die ihn nach seinem Weggang aus Berlin zum Ehrenvorsitzenden wählten. Er war Ehrenmitglied seines Corps und saß 1898–1905 im Gesamtausschuss des Verbandes Alter Corpsstudenten. In Trauerreden ehrte er seine Lehrer und Förderer: 1895 Hermann Gruson in Magdeburg und 1902 Friedrich Alfred Krupp in Essen. Als er 1909 nach Essen zurückgekehrt war, übernahm er die Geschichtsabteilung der Friedrich Krupp AG. Die konzipierte Geschichte des Stahlwerkes fertigzustellen, war ihm nicht vergönnt. Nach der Trauerfeier 1910 in Essen wurde er auf dem Südfriedhof (Magdeburg) neben seinem ältesten Sohn beigesetzt.

## Werke
- Gruson’s Hartguss-Panzer, 1887
- Hartguß-Panzerungen und Minimalscharten-Lafetten, System Gruson, 1890
- Die Panzerlafetten auf den Schießplätzen des Grusonwerks bei Magdeburg-Buckau und Tangerhütte, 1890
- Der Hartguss und seine Bedeutung für die Eisenindustrie, 1890
- Grusonwerk Magdeburg-Buckau, Telegramm-Schlüssel, Tl. I für Kriegsmaterial, Pulvermaschinen und Ausrüstungen, Mai 1892 (Archiv der Fried. Krupp AG Essen: S2 Gru 16/1).